# جیمز نلسون بارکر

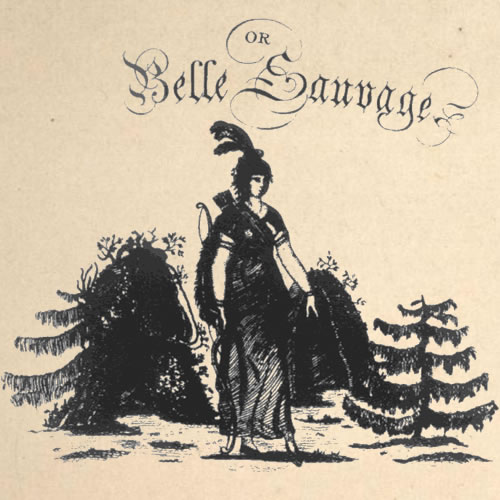
جلد کتاب جان بری با عنوان «شاهزاده سرخپوست، یا لا بله ساویج»

جیمز نلسون بارکر (James Nelson Barker) (زادهٔ ۱۷ ژوئن ۱۷۸۴ – درگذشتهٔ ۹ مارس ۱۸۵۸)، سرباز، نمایشنامه‌نویس و سیاستمدار آمریکایی بود. او در طول جنگ ۱۸۱۲ تا درجهٔ سرگردی در ارتش ارتقا یافت. وی همچنین ده نمایشنامه نوشت و شهردار فیلادلفیا نیز بوده است.

## اوایل زندگی
بارکر در ۱۷ ژوئن سال ۱۷۸۴ در فیلادلفیا چشم به جهان گشود. او چهارمین پسر جان بارکر و مری نلسون بود. پدر و مادرش در ۱۳ ژوئیه ۱۷۶۹ با یکدیگر ازدواج کرده بودند. تحصیلات وی صرفاً محدود به اصول ابتدایی مانند مهارت‌های زبانی، محاسبات و استدلال بود با این حال او در مدارس محلی شرکت کرده و زمان بیشتری را به جای درس خواندن به مطالعهٔ کتاب اختصاص می‌داد. با این وجود، پدر بارکر اطمینان داشت که او آداب معاشرت نجیبانه و توانایی دفاع از خود با شمشیر یا اسلحه را خوب آموزش دیده‌است. بارکر نوشتن را در سال ۱۸۰۴ آغاز کرد. خانه به دوش اسپانیایی یک نمایشنامهٔ سه پرده‌ای بر اساس شخصیت سروانتس بود. با این حال فقط یک پرده از آن کامل شده و در نهایت سوخت. تحصیلات وی توسط سفرهایش نیز به چالش کشیده شد. او در سال ۱۸۰۶ به سفری اکتشافی به هند غربی پیوست که موجب ناراحتی و نگرانی پدر و مادرش شد. نخستین نمایشنامهٔ اجرا شدهٔ وی به نام اشک‌ها و لبخندها (۱۸۰۷) یک کمدی اجتماعی بود. این نمایشنامه در ۴ مارس ۱۸۰۷ در تئاتر خیابان چستنات در فیلادلفیا به روی صحنه رفت. نمایشنامهٔ بعدی او به نام «تحریم اقتصادی یا چه خبر؟» درامی در مورد قوانین تحریم ۲۲ دسامبر ۱۸۰۷ و ۱۹ فوریه ۱۸۰۸ بود که کشتی‌ها را از انجام تجارت خارجی منع می‌کرد. بارکر در تمام عمر، یک دموکرات بود و پدرش، جان، بین سال‌های ۱۸۰۸ تا ۱۸۰۹ شهردار شهر بود.
بارکر در سپتامبر ۱۸۰۸ به یک سازمان سیاسی فیلادلفیا به نام «مردان جوان دموکرات» ملحق شد. حضور وی در این سازمان موجب شد به عنوان یک عضو هوشیار و مراقب شناخته شود و بر روند رأی‌گیری انتخابات نظارت کند که همین موضوع باعث به وجود آمدن کنترل دموکراتیک بر شوراها شد. همین کنترل منجر به انتخاب پدرش به عنوان شهردار برای دومین دوره بین سال‌های ۱۸۱۲ تا ۱۸۱۳ شد. در سال ۱۸۰۹ و زمانی که بارکر بیست و پنج سال داشت، پدرش او را برای کسب تجربهٔ بیشتر در امور سیاسی و آمادگی حضور در عرصهٔ سیاسی به واشینگتن فرستاد. حضور در واشینگتن به او شرایط تعلیم علوم سیاسی و ایجاد ارتباطات سیاسی را فراهم کرد. چنان‌که، از او برای ملاقات با جیمز مدیسون دعوت به عمل آمد. بارکر با مری راجرز ازدواج کرد. دخترش، ریچل جکسون مری بارکر، از روی همسر اندرو جکسون، ریچل جکسون، نام‌گذاری شده‌است.

## اواخر زندگی
بارکر پس از آنکه دوره‌اش به عنوان شهردار به پایان رسید، به نوشتن ادامه داد. خرافات یا پدر متعصب (۱۸۲۴) یک اثر تراژیک بود که در سال ۱۸۲۴ در تئاتر خیابان چستنات در فیلادلفیا با بازی مری آن داف در نقش مری به روی صحنه رفت. بنا بر گفتهٔ آرتور هابسون کویین طرح اصلی داستان حول محور پناهندگی پیوریتن گف می‌چرخد که به سبب تنهایی خود، مردم روستا را برای پیروزی در مقابل سرخپوستان رهبری می‌کند. او به کمک این مضمون، عدم شکیبایی پیوریتن‌های نیوانگلند و شکنجه و آزارشان برای جادوگری را در هم‌آمیخت. نمایش‌نامهٔ او با نام چگونه یک عاشق را امتحان کنیم، در سال ۱۸۱۷ نوشته شد اما مانند دادگاه عشق تا سال ۱۸۳۶ تهیه‌کنندگی آن انجام نگرفت. این نمایش که در بیست و ششم مارس ۱۸۳۶ در تئاتر آرچ استریت فیلادلفیا برای نخستین بار به اجرا درآمد، اقتباسی دراماتیک از رمان پیکارسک فرانسوی، جنون اسپانیایی به قلم پیگول لبرون (زادهٔ ۱۷۵۳- درگذشتهٔ ۱۸۳۵) است. بارکر نوشت: «این اثر تنها نمایشی بود که با آنچه مرا سیراب کرده بود، به قلم درآوردم.» گرچه بارکر احساس می‌کرد در جایگاه یک سیاستمدار بهتر از یک نمایش‌نامه‌نویس می‌تواند به جامعه خدمت کند. او نتوانست فعالیت در دو عرصهٔ سیاست و ادبیات را به صورت برابر پیش ببرد و همین باعث می‌شد در وهلهٔ اول خود را یک سیاستمدار تصور کند و در وهلهٔ بعدی، یک نویسنده. او در بین سال‌های ۱۸۱۸ تا ۱۸۵۸ تمرکز خود را از نوشتن نمایش‌نامه برداشت و بیشتر وقت خود را صرف نوشتن مقالات سیاسی، اشعار بزرگ‌داشت و تاریخ محلی نمود. او در بین سال‌های ۱۸۳۲ تا ۱۸۳۶ آثار غیرداستانی حائز اهمیت بسیاری خلق کرده‌است. این آثار شامل طرحی از نخستین ساکنین رود دلاور (۱۸۲۷) و مشارکت در ستون‌های مجلات بسیاری در طول جنگ بانک و دوران وحشت بودند. او در کنار نویسندگی، خدمات دیگری نیز ارائه کرده‌است. تحصیل‌داری در بندر فیلادلفیا و حسابرسی خزانه‌داری ایالات متحده از جملهٔ این خدمات هستند. او در دههٔ ۱۸۲۰ و نیز در دههٔ ۱۸۳۰ در کمپین‌های انتخاباتی ریاست جمهوری جکسون و ون بیورن حضور داشته‌است. بارکر در سال ۱۸۵۸ در اثر ابتلا به ذات‌الریه در واشینگتن دی سی چشم از جهان فروبست.

## نفوذ ادبی
نمایش‌نامه‌های بارکر از آن خبر می‌داد که او در جریان مشکلات با شیوهٔ برخورد دولت که مرکز جامعهٔ نوین آمریکا محسوب می‌شد، بوده‌است. او در جستجوی اثبات آن بود که مکتب آمریکایی می‌تواند برای شکل‌دادن به هویت ملی مورد استفاده قرار گیرد. وی خود را یک نمایشنامه‌نویس آمریکایی تجسم می‌نمود که تعهد دارد، موضوعات و مضامین ملی را بیابد. کارهای او تعارض نویسندگان آمریکا را در مسیر یافتن صدای ملی درونی‌شان بازتاب می‌داد. بارکر باور داشت که آمریکایی‌ها باید سلیقهٔ هنری مستقلی از اروپاییان داشته باشند و احساس حقارت در وجود آمریکایی‌ها را محکوم می‌نمود. او موضعی را در هنر مناسب انتخاب کرد که بتواند، هنر آمریکایی را هم دموکراتیک و هم سودمند کند. دو مورد از مشهورترین نمایش‌نامه‌های بارکر، شاهزاده خانم سرخپوست و مارمیون بودند. خرافات یکی از بهترین نمایش‌نامه‌های بارکر به‌شمار می‌رود.

### شاهزاده خانم سرخپوست
شاهزاده خانم سرخپوست یا به فرانسوی، وحشی زیبارو (۱۸۰۸)، اثری ملودرام در مورد شخصیتی به نام پوکوهانتس است. گرچه این اثر در اصل در قالب نمایش‌نامه نوشته شده بود، اما بارکر تصمیم گرفت از آن یک ملودرام برای اجرا به شکل اپرا بسازد و به همین منظور برای ساخت موسیقی آن، از جان بری اهل انگلستان کمک گرفت. این اثر نخستین نمایش‌نامه‌ای است که شخصیت‌های بومی آمریکایی در سراسر داستان، به آن جان داده‌اند. همچنین اولین نمایش‌نامهٔ آمریکایی است که ابتدا در آمریکا به نمایش گذاشته شده و بعد تهیه کنندگی آن در لندن انجام شده‌است.

### مارمیون
مارمیون یا نبرد در کارزار فلودن (۱۸۱۲)، در روز سیزدهم آوریل ۱۸۱۲، نخستین بار در تئاتر پارک در نیویورک به اجرا درآمد. بارکر شعر مارمیون، اثر سر والتر اسکات را به صورت نمایشنامه به نثر درآورده است. علت اجرای اولیهٔ آن در نیویورک آن بود که محصول دیگری با نام مشابه در تئاتر المپیک فیلادلفیا در حال اجرا بود.

## میراث
بارکر با کارهای ادبی خود از تئاترهای ملی طرفداری می‌نمود و هدف اصلی او آن بود که تمایل نویسندگان آمریکایی به خلق آثاری با مضامین مربوط به تاریخ کهن کشور، بیشتر شود. نمایش‌نامه‌های بارکر در آمریکا تنظیم می‌شدند و این موضوع در آن دوران عجیب بود. او جزء نخستین نسل نمایش‌نامه‌نویسان آمریکایی بوده‌است. او می‌دانست که با خلق روحیهٔ مستقل آمریکایی، می‌توان برای آمریکا یک هویت ملی ایجاد کرد. به نقل از مطبوعات دموکراتیک فیلادلفیا، بارکر معتقد بود که تئاتر هدف والاتری دارد. «زنده نگه داشتن روح آزادی و ایجاد همدلی در میان قطب‌های متضاد موجود در جامعه با عشق مشترک به آزادی و جان‌فشانی در راه وطن».